# Chinesische Wasserfolter

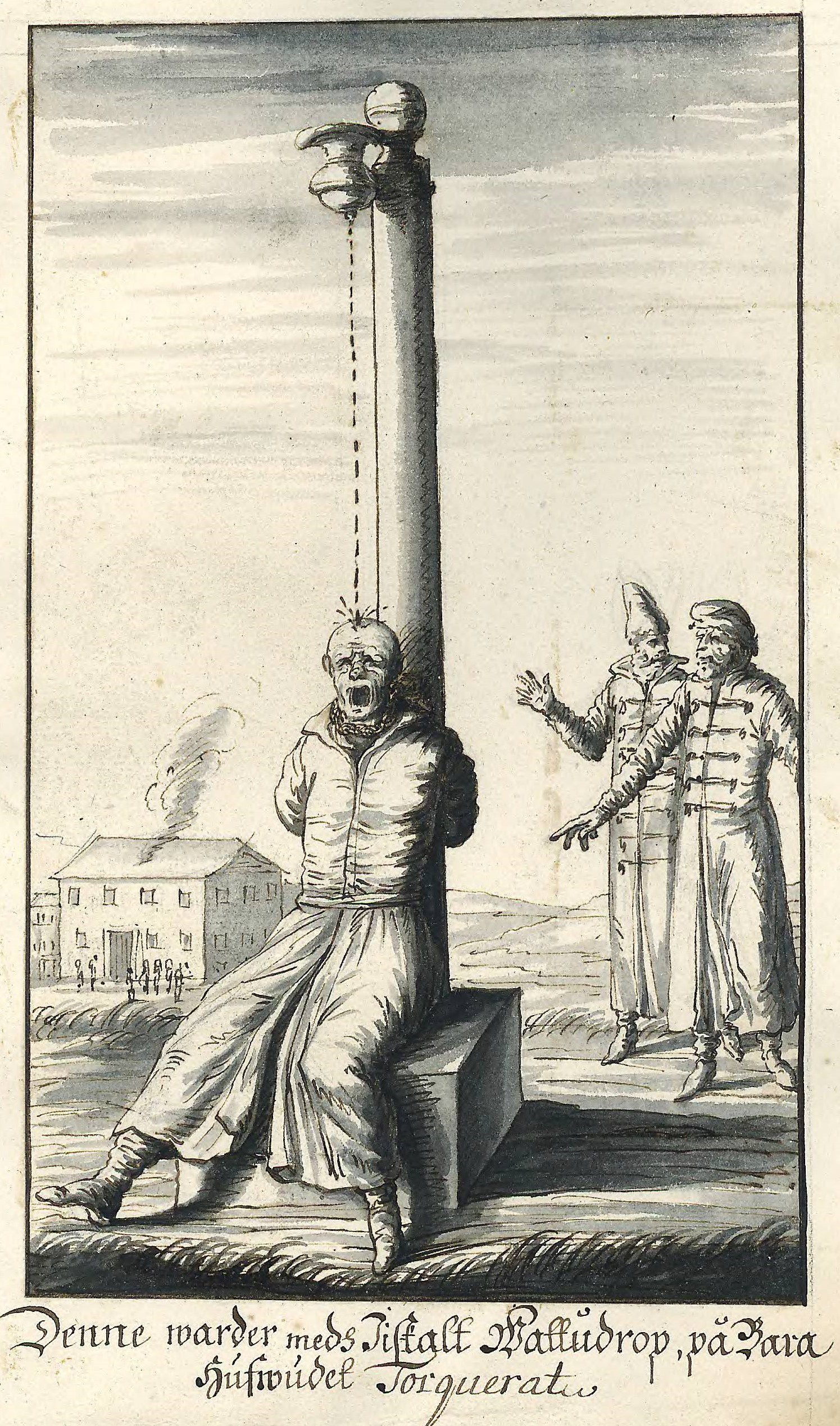
Schwedische Illustration der Folter, 1674

Die Chinesische Wasserfolter ist ein Verfahren, dem nachgesagt wird, dass es zur Folterung von Menschen verwendet wurde. Trotz anekdotischer Berichte sind Wirkung und Historizität der Methode umstritten.
Bei dieser Methode wird das Opfer gefesselt und – teils mit verbundenen Augen – einem Tropfen von kaltem Wasser auf stets dieselbe Stelle von Kopf oder Stirn ausgesetzt, was eine Qual hervorrufen soll. Dauer und Methodik der Anwendung sind entscheidende Faktoren: Während die Behandlung kurzfristig gar keine Auswirkungen zeige, soll sie langfristig zu einer Verschlechterung des psychischen Zustands führen, insbesondere wenn das Tropfen in unregelmäßigen Abständen erfolgt, das unstete Tropfen zu Schlafentzug führt, oder das Opfer unter weiteren Stressoren leidet.
Beschrieben wurde ein solches Verfahren schon von Hippolytus de Marsiliis (1450–1529). Im 18. Jahrhundert war eine Tropf-Folter als „Spanische Wasserfolter“ bekannt. In französischen und deutschen Irrenanstalten des 19. Jahrhunderts soll die „Tropf-Maschine“ zu einer fragwürdigen Therapie eingesetzt worden sein, im gleichen Zeitraum ist für das damals russische Poltawa bekannt, dass mit der entsprechenden Vorrichtung die Insassen der Anstalt bestraft wurden.
In der fiktionalen Literatur, z. B. vom Autor Karl May, wird eine „Tropffolter“ thematisiert.
Zur Assoziation mit China kam es wohl erst Ende des 19. Jahrhunderts. Der Begriff einer chinese water torture kursiert seit dieser Zeit im Englischen Sprachraum als Redewendung, üblicherweise mit der Bedeutung von Steter Tropfen höhlt den Stein, aber auch in Wortspielen oder seit den 1990ern in der Finanzwelt mit Bezug auf stetig aber sehr langsam fallende Kurse.
Der Entfesselungskünstler Harry Houdini war unter anderem berühmt für sein Entkommen aus der „Chinese Water Torture Cell“, die er ab 1911/1912 in Vorführungen zeigte. Dabei wurde Houdini gefesselt und kopfüber in einen sich langsam mit Wasser füllenden Glas- oder Metallbehälter gesperrt, aus dem er entkam. Mit dem oben beschriebenen Verfahren hatte dies nichts zu tun.

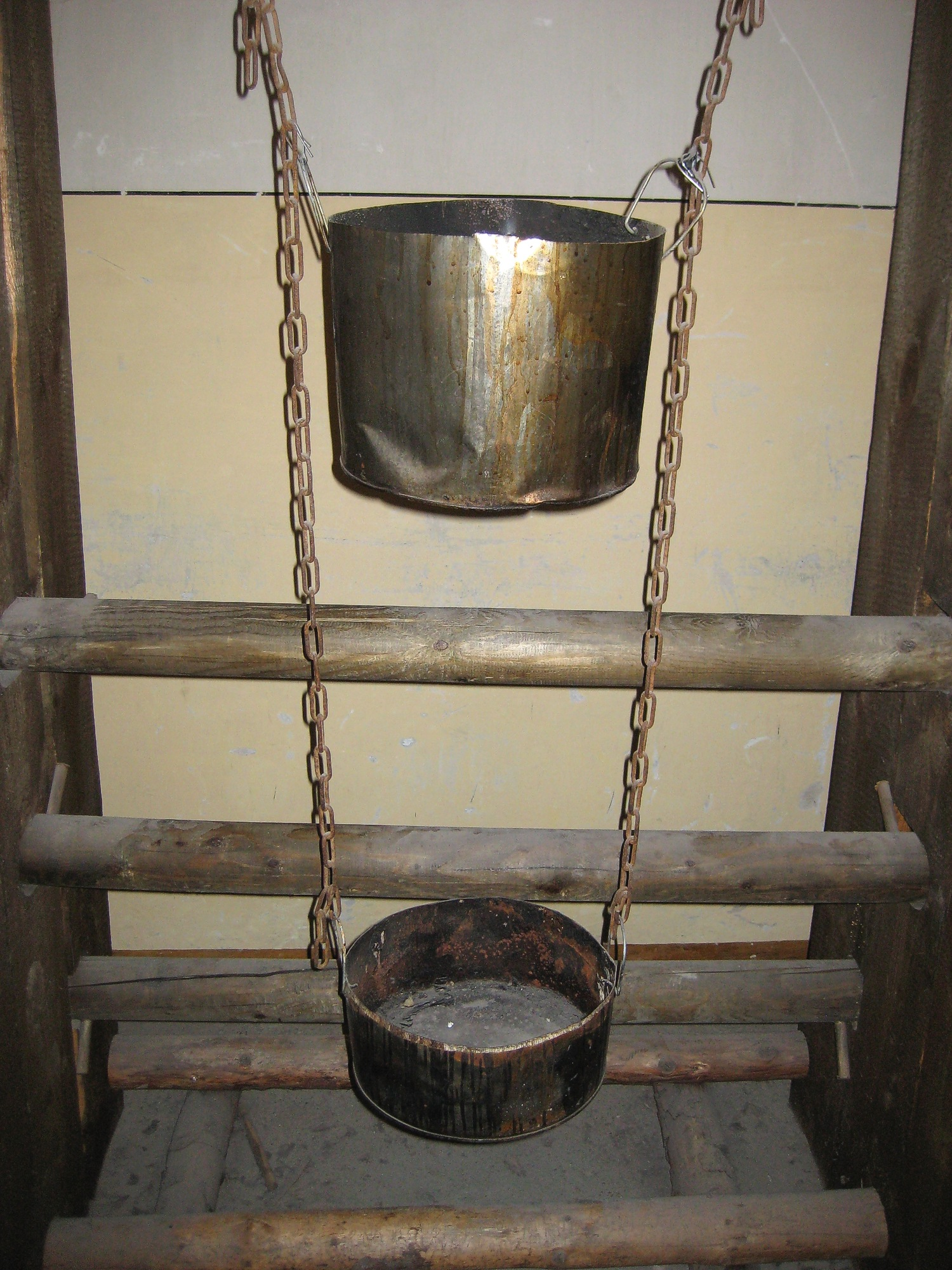
Angebliches Wasserfolterexponat in der Gedenkstätte Hohenschönhausen

In der Gedenkstätte Berlin-Hohenschönhausen war bis 2013 ein Exponat als Apparatur zur chinesischen Wasserfolter zu besichtigen, das Angaben eines ehemaligen Häftlings folgend aufgebaut wurde. Die tatsächliche Existenz und Verwendung einer solchen Vorrichtung in der Untersuchungshaftanstalt ist nicht bewiesen, da es außer der Einzelaussage des Häftlings keine Quellen dazu gibt. Heute wird die Apparatur den Besuchern nicht mehr gezeigt.

## Weiteres
- In dem Spielfilm Das Netz der tausend Augen (1974) wird die chinesische Wasserfolter an dem von Jean-Louis Trintignant verkörperten Hauptdarsteller angewandt.
- In der Folge 25 der Fernsehshow MythBusters (2005) wurde die Wirksamkeit der Chinesischen Wasserfolter getestet. Im Ergebnis wurde die Fixierung des Opfers im Sinne der Folter als effektiv angesehen, während das tropfende Wasser praktisch keine Auswirkung zeigte.
- In einem Selbstexperiment setzte sich die australische Künstlerin Lottie Consalvo 2012 sieben Stunden lang einer Form der Chinesischen Wasserfolter aus und verglich die Erfahrung mit einer von ihr bereits erlebten Psychose.[8]